# کن اسکات (تهیه‌کننده موسیقی)
کن اسکات (انگلیسی: Ken Scott؛ زادهٔ ۲۰ آوریل ۱۹۴۷) تهیه‌کننده موسیقی و مهندسی صدا اهل بریتانیا است. او برای همکاری با هنرمندانی همچون بیتلز، التون جان، پینک فلوید، پروکل هارم، دورن دورن، دیوید بویی، سوپرترمپ و کنزس شناخته شده‌است.